# Região Geográfica Imediata de Goiânia

Localização no Estado de Goiás.

A Região Geográfica Imediata de Goiânia é uma das 22 regiões imediatas do estado brasileiro de Goiás, uma das 6 regiões imediatas que compõem a Região Geográfica Intermediária de Goiânia e uma das 509 regiões imediatas no Brasil (criadas pelo IBGE em 2017). É composta de 19 municípios.

## Municípios
A Região Geográfica de Goiânia é composta por dez  municípios:
| Região geográfica imediata | Municípios | População Estimativa 2018 | Área (km²) |
| -------------------------- | --- | ------------------------- | ---------- |
| Goiânia                    | Abadia de Goiás Aparecida de Goiânia Aragoiânia Bela Vista de Goiás Bonfinópolis Brazabrantes Caldazinha Caturaí Goiânia Goianira Guapó Hidrolândia Nerópolis Nova Veneza Santo Antônio de Goiás Senador Canedo Terezópolis de Goiás Trindade Varjão | 2 504 867                 | 7 079,075  |